# Smedeby
Smedeby (deutsch Schmedeby; früher auch: Norderschmedeby sowie: dänisch Nørre Smedeby) ist ein dänischer Ort, der zur  Kirchspielsgemeinde (dän.: Sogn) Bov Sogn an der deutsch-dänischen Grenze gehört.

## Geschichte
Der Ortsname Smedeby besteht aus dem Wortbestandteil „Smede-“ (beziehungsweise Schmede) sowie der Endung -by und bedeutet daher offensichtlich „Schmiededorf“, was darauf hindeutet, dass in der Vergangenheit vor Ort Eisen verarbeitet wurde. Um Verwechslungen mit dem dreißig Kilometer südlich entfernten Schmedeby zu vermeiden, wurde und wird der Ort im Übrigen auch hin und wieder Nørre Smedeby beziehungsweise Norderschmedeby genannt, was „nördliches Schmedeby“ bedeutet. Das Alter Smedebys ist unklar. Nach einer Sage sollte die unweit gelegene Bov Kirke, aus der Zeit der Romanik, zunächst beim Dorf Smedeby errichtet werden. Ein Waldweg und ein Berg nordöstlich des Dorfes heißen daher wohl noch heute Kirkebjerg Vej und Kirkebjerg (Lage).
Auf einer Karte von Franz Geerz aus der Mitte des 19. Jahrhunderts ist es namentlich verzeichnet. Darauf folgende Landkarten zeigen, dass Smedeby damals zwar noch nicht ganz so groß war wie das benachbarte Dorf Bau, jedoch schon größer als das unweit gelegene Padborg.
Die Einrichtung der Bahnstrecke Törsbüll–Pattburg in der Gegend führte Anfang des 20. Jahrhunderts wohl zu einem ersten Wachstumsschub. Auch Schmedeby erhielt einen Bahnanschluss. Schmedeby kam im Zuge der Volksabstimmung in Schleswig (1920) zu Dänemark und wird seitdem in der dänischen Schreibweise Smedeby geschrieben. In Folge wurden in der Umgebung Zolleinrichtungen und Wohngebäude gebaut. Die wirtschaftlichen Handelsbeziehungen im Raume Flensburg veränderten sich durch die Grenzziehung erheblich. 1932 wurde die Bahnverbindung schließlich eingestellt. Nach dem Zweiten Weltkrieg wuchs Smedeby auf die heutige Größe heran.

## Verschiedenes
- Südöstlich von Smedeby liegt der Kruså Møllesø (Krusauer Mühlensee) (Lage).[10]
- Das Bahnhofsgebäude blieb bis heute erhalten. Es befindet sich im Bereich des südwestlichen Ortseingangs, auf der Nordseite der Straße Skovbrynet (Lage).[11]